# Boda de Constantino II de Grecia y Ana María de Dinamarca
La boda del rey Constantino II de Grecia y la princesa Ana María de Dinamarca tuvo lugar el 18 de septiembre de 1964 en la Catedral Metropolitana de Atenas. 

## Antecedentes
Constantino era único hijo varón del rey Pablo I de Grecia y la reina Federica. Su padre fallece el 6 de marzo de 1964 por lo que se convierte en el nuevo rey de los helenos.
Ana María era la hija pequeña del rey Federico IX de Dinamarca y la reina Ingrid, nacida princesa de Suecia. 
Constantino y Ana Maria eran primos terceros por medio de la reina Victoria del Reino Unido y el rey Christian IX de Dinamarca. Se conocieron en 1959 en el Palacio de Gråsten en Dinamarca, cuando Constantino tenía 18 años y Ana María 12. Se volvieron a encontrar en 1961, y en 1962, Ana Maria fue dama de honor en la boda de la hermana mayor de Constantino, la princesa Sofía, con el infante Juan Carlos de España.
En 1962, la princesa Ana María estaba de vacaciones con su institutriz en Noruega, donde el príncipe heredero Constantino asistía a un evento de carreras de yates. Le propuso matrimonio y ella aceptó. El rey Frederico IX inicialmente no dio su consentimiento, ya  Ana María tenía sólo 15 años en ese momento, pero finalmente cedió con las condiciones de terminar su educación y la boda no se celebró antes de cumplir 18 años.
El 23 de enero de 1963, el tribunal real danés anunció el compromiso. La boda estaba fijada inicialmente para enero de 1965. Tras la muerte del padre de Constantino, el rey Pablo, el 6 de marzo de 1964, la fecha se atrasó al 18 de septiembre de 1964.

### Celebraciones previas

#### En Dinamarca
Las celebraciones comenzaron a principios de septiembre de 1964. El 7 de septiembre, Constantino llegó a Dinamarca, donde se celebró una cena privada en el Palacio de Fredensborg. Al día siguiente, hubo una actuación de gala en el Teatro Real Danés seguida de un banquete en el Palacio de Christiansborg. A la mañana siguiente, se celebró una recepción en el Ayuntamiento de Copenhague.

#### En Grecia

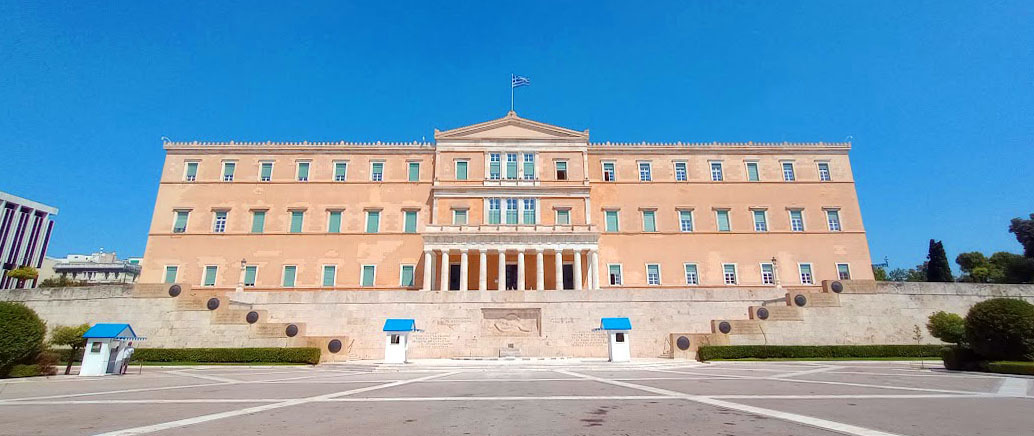
Palacio Real de Atenas

El rey Constantino II, la princesa Ana María, el rey Federico IX, la reina Ingrid, la princesa Margarita y la princesa Benedicta navegaron a Grecia a bordo del yate real danés Dannebrog. Se celebró una recepción en honor a la familia real danesa en el Hotel Grand Bretagne.
El 16 de septiembre, la mayoría de los huéspedes reales llegaron a Grecia en avión. Esa noche se celebró una gala en el Palacio Real para 1.600 invitados.

## Boda

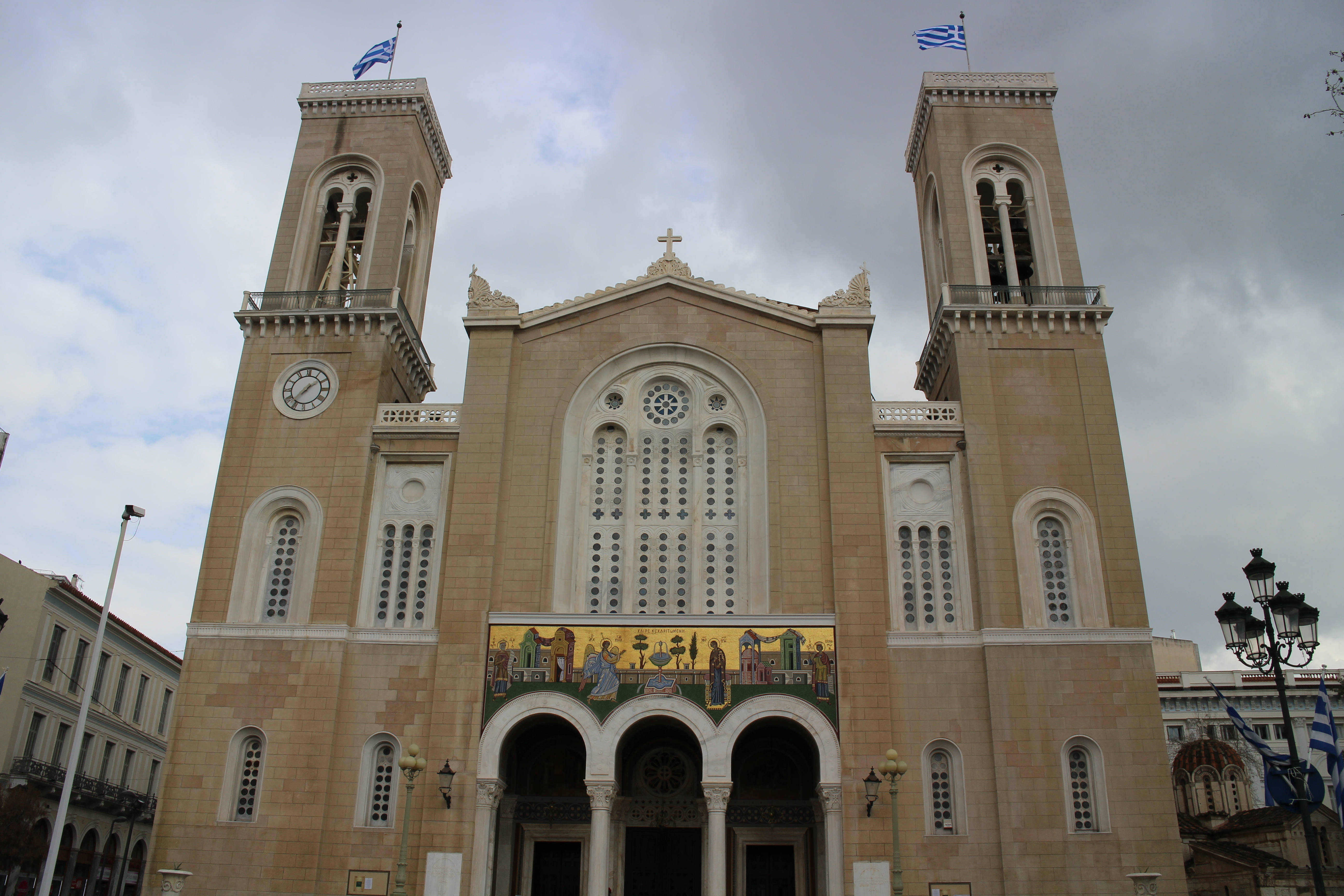
Catedral Metropolitana de Atenas

Se casaron el 18 de septiembre de 1964, dos semanas después del 18 cumpleaños de Ana María. La ceremonia de matrimonio ortodoxo griego tuvo lugar en la Catedral Metropolitana de Atenas, y fue oficiada por Chrysostomos II, arzobispo de Atenas y toda Grecia.
La princesa Ana María lució un vestido relativamente poco adornado de la diseñadora danesa Holger Blom, asistido por Jrgen Bender. Su velo de encaje irlandés, usado por su abuela materna, la princesa Margarita de Connaught en su boda en 1905, fue anclado por una tiara de diamantes Cartier dada a la princesa Margarita por el Abbas II, Khedive de Egipto. El velo también había sido usado por su madre, la reina Ingrid, en 1935. El velo y la tiara juntos han sido usados por todas las descendientes femeninas de Ingrid. 
El rey Constantino II llevaba el uniforme ceremonial de las estradas (mariscal de campo) del Ejército Helénico. Llevó la insignia de la Orden Griega del Redentor, Orden de los Santos Jorge y Constantino, Orden de Jorge I y la Insignia Conmemorativa del Centenario de la Casa Real de Grecia, así como con las insignias de la Orden Danneban y Orden de la Dannebrog.

## Invitados

### Familia de la novia
- Rey Federico IX y reina Ingrid de Dinamarca
  - Princesa Margarita de Dinamarca
  - Princesa Benedicta de Dinamarca
- Princesa heredera Carolina Matilde Dinamarca
  - Princesa Elisabeth de Dinamarca
  - Príncipe Ingolf de Dinamarca
  - Príncipe Cristián de Dinamarca
- Príncipe Viggo, conde de Rosenborg, y la princesa Viggo, condesa de Rosenborg
- Princesa René de Borbón-Parma
- Princesa Axel de Dinamarca

- Rey Gustavo VI Adolfo de Suecia
  - Princesa Brígida de Suecia
  - Princesa Cristina de Suecia
  - Príncipe heredero Carlos Gustavo de Suecia

### Familia del novio
- Reina viuda Federica
  - Príncipes de Asturias
  - Princesa Irene
- Reina madre Elena de Rumanía
  - Reina Ana de Rumanía
- Princesa Irene de Grecia, duquesa de Aosta
- Princesa Catalina de Grecia
- Princesa Tatiana Radziwic
- Princesa Olga de Yugoslavia

### Otras casas reales

#### Bélgica
- Rey Balduino I y reina Fabiola

#### Jordania
- Rey Hussein I y reina Muna

#### Liechtenstein
- Príncipe Francisco José II y princesa Georgina

#### Luxemburgo
- Gran duque heredero Juan y gran duquesa heredera Josefina Carlota

#### Mónaco
- Príncipe Rainiero III y princesa Grace

#### Marruecos
- Príncipe Moulay Ali

#### Países Bajos
- Reina Juliana y príncipe consorte Bernardo
  - Princesa heredera Beatriz

#### Noruega
- Rey Olav V
  - Príncipe heredero Harald

#### Reino Unido
- Príncipe Ricardo de Gloucester
- Conde Mountbatten de Birmania

## Otros datos
Después de la boda, Ana María se convirtió en reina consorte de los helenos. Por la inestabilidad política vivieron exiliados desde 1967 y Grecia se convierte en una república en 1973.
Constantino y Ana María han tenido cinco hijos:
- Princesa Alexia de Grecia y Dinamarca (10 de julio de 1965)
- Príncipe heredero Pablo de Grecia (20 de mayo de 1967)
- Príncipe Nicolás de Grecia y Dinamarca (1 de octubre de 1969)
- Princesa Teodora de Grecia y Dinamarca ( 9 de junio de 1983)
- Príncipe Felipe de Grecia y Dinamarca (26 de abril de 1986)

Constantino fallece el 10 de enero de 2023 a los 82 años de edad. 